# Hyundai Pony
La Pony est une automobile compacte produite par le constructeur automobile sud-coréen Hyundai de 1975 à 1990.

## Appellation
La Hyundai Pony était bien celle qui inaugurait le segment des compactes Hyundai alors qu'on la connaît populairement sous la génération X3 (Hyundai Accent) de 1994 à 1996. Bien sûr, la 'Pony' normale existe en deux générations de 1975 à 1990, les Hyundai Excel X1 et X2 reprenant aussi cette appellation pour l'exportation. En 1990, elles redeviennent Excel, et en 1994, leur remplaçante l'Accent/Pony rendit hommage à la première compacte, à son vingtième anniversaire.

## Première génération (1975 - 1982)
La Pony est le premier modèle indépendant de Hyundai, avant cela la société s'occupait de l'assemblage des voitures Ford. La Pony est dessinée par Giugiaro. La première Pony est sortie en 1974 en collaboration avec Mitsubishi Motors. La voiture appartenait à la classe moyenne de la société et a très vite connu le succès sur le marché intérieur coréen. Un an plus tard, l'exportation de la Pony commence, de grands lots sont envoyés au Moyen-Orient, en Amérique du Sud et en Afrique.

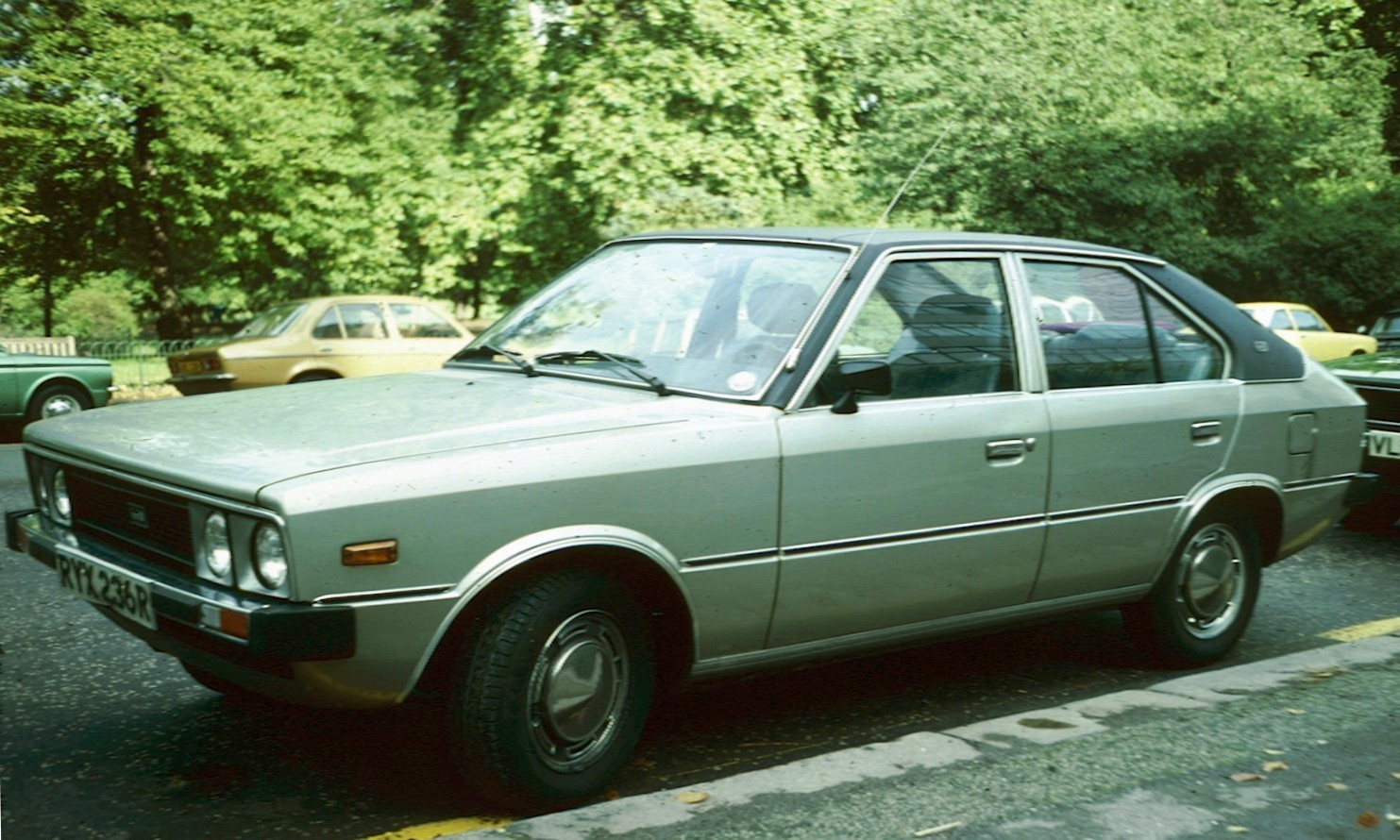
Hyundai Pony I 4 portes
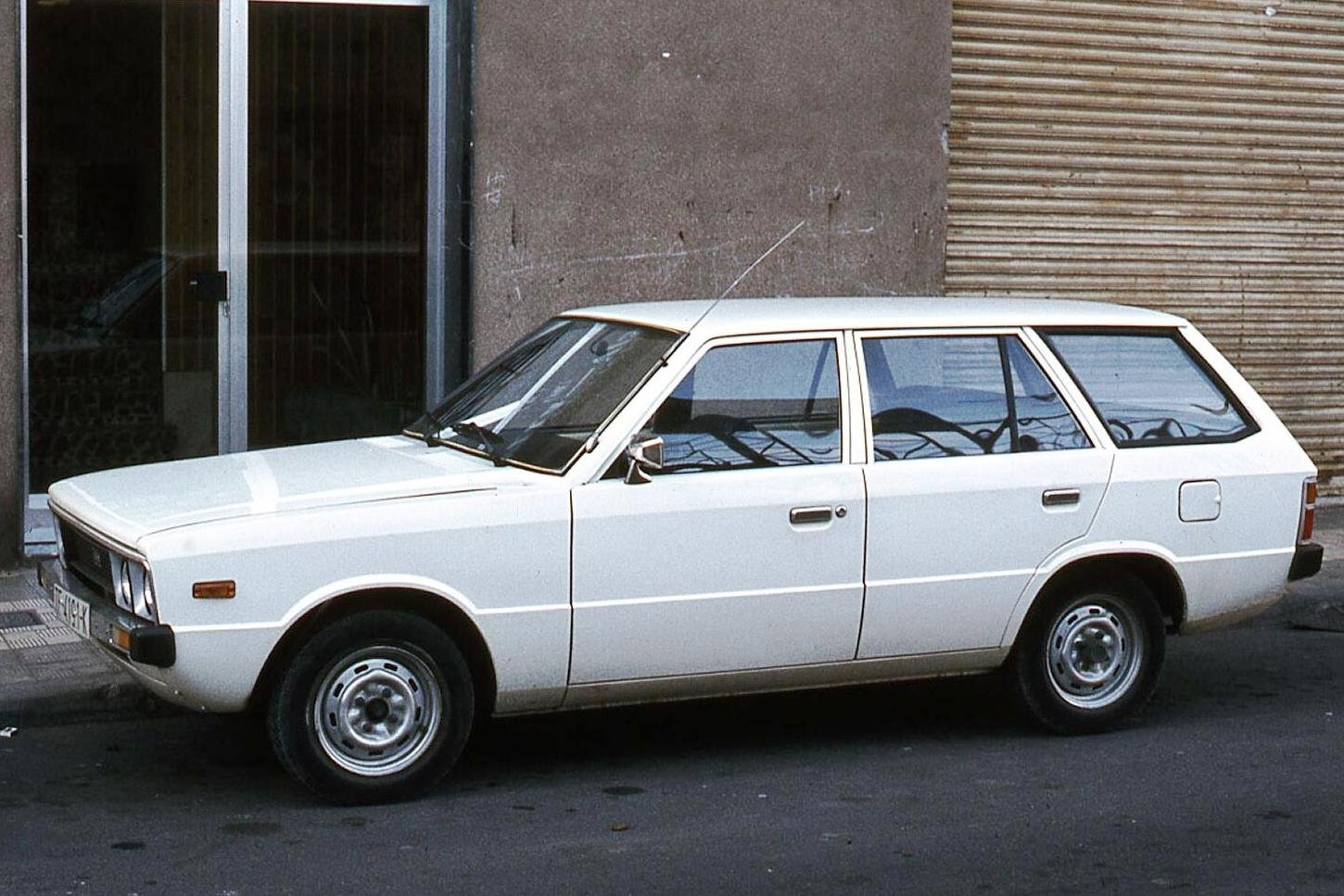
Hyundai Pony I Break Estate
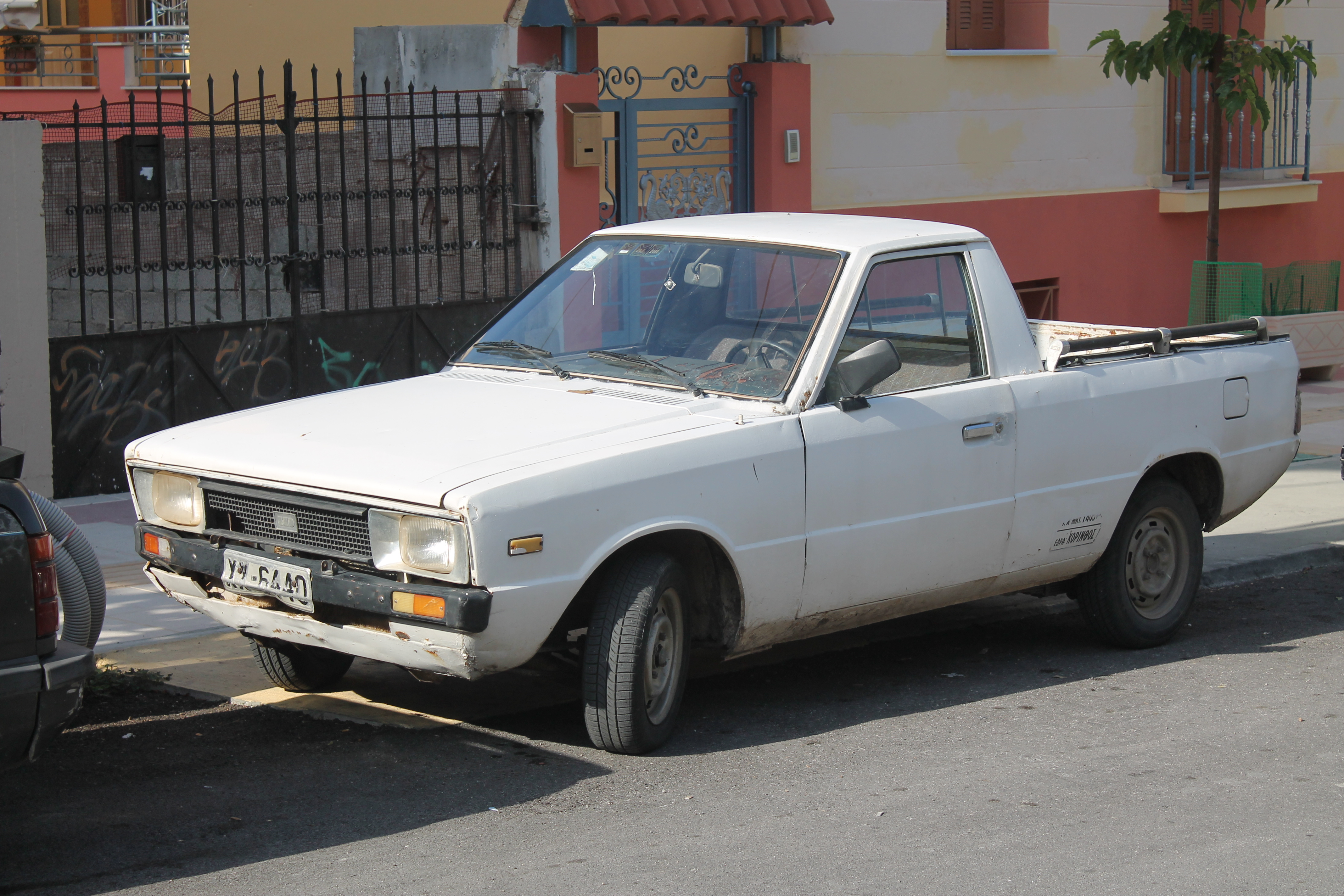
Hyundai Pony I Pickup

## Seconde génération (1982 - 1990)

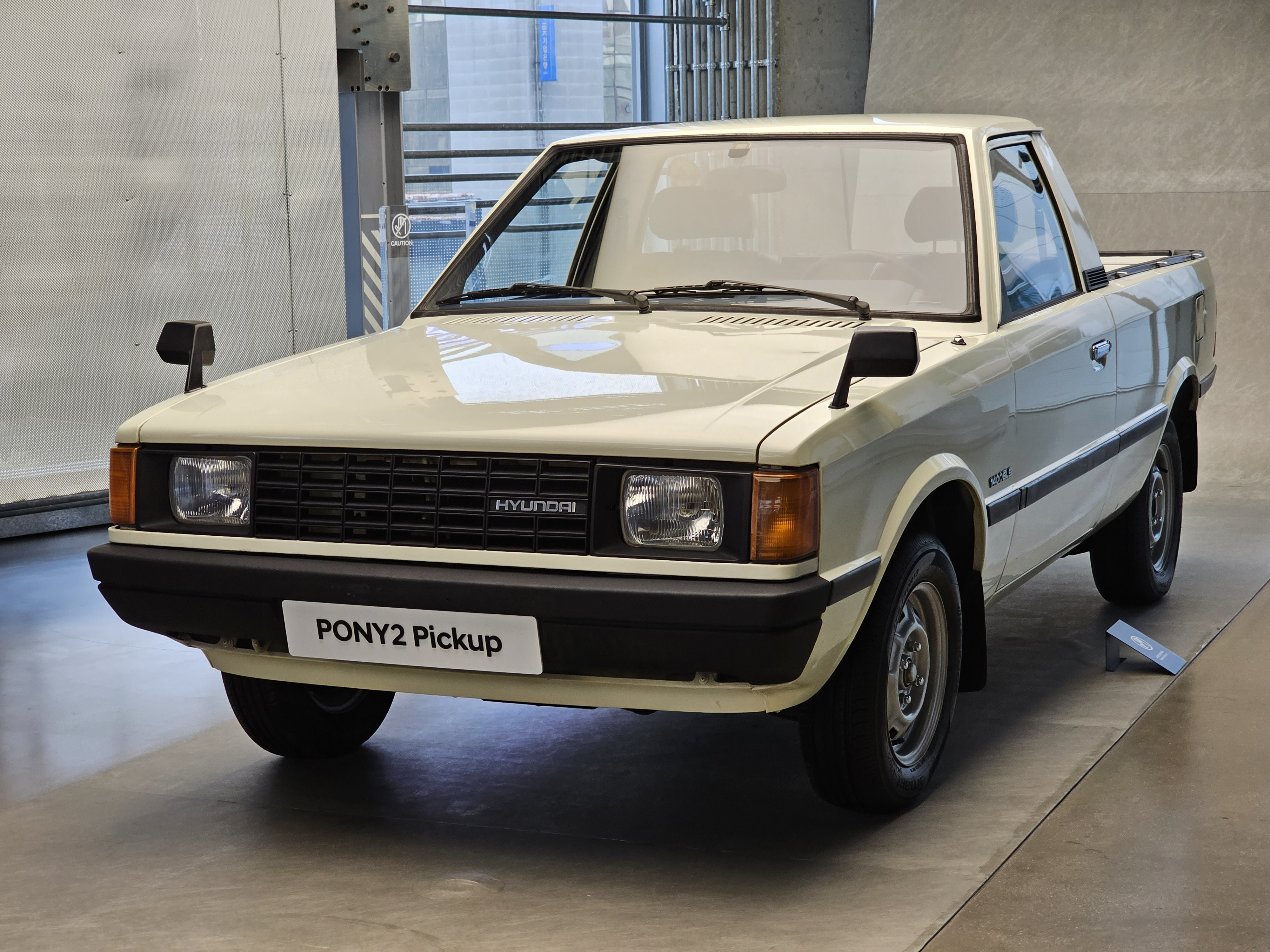
Hyundai Pony II Camionnette

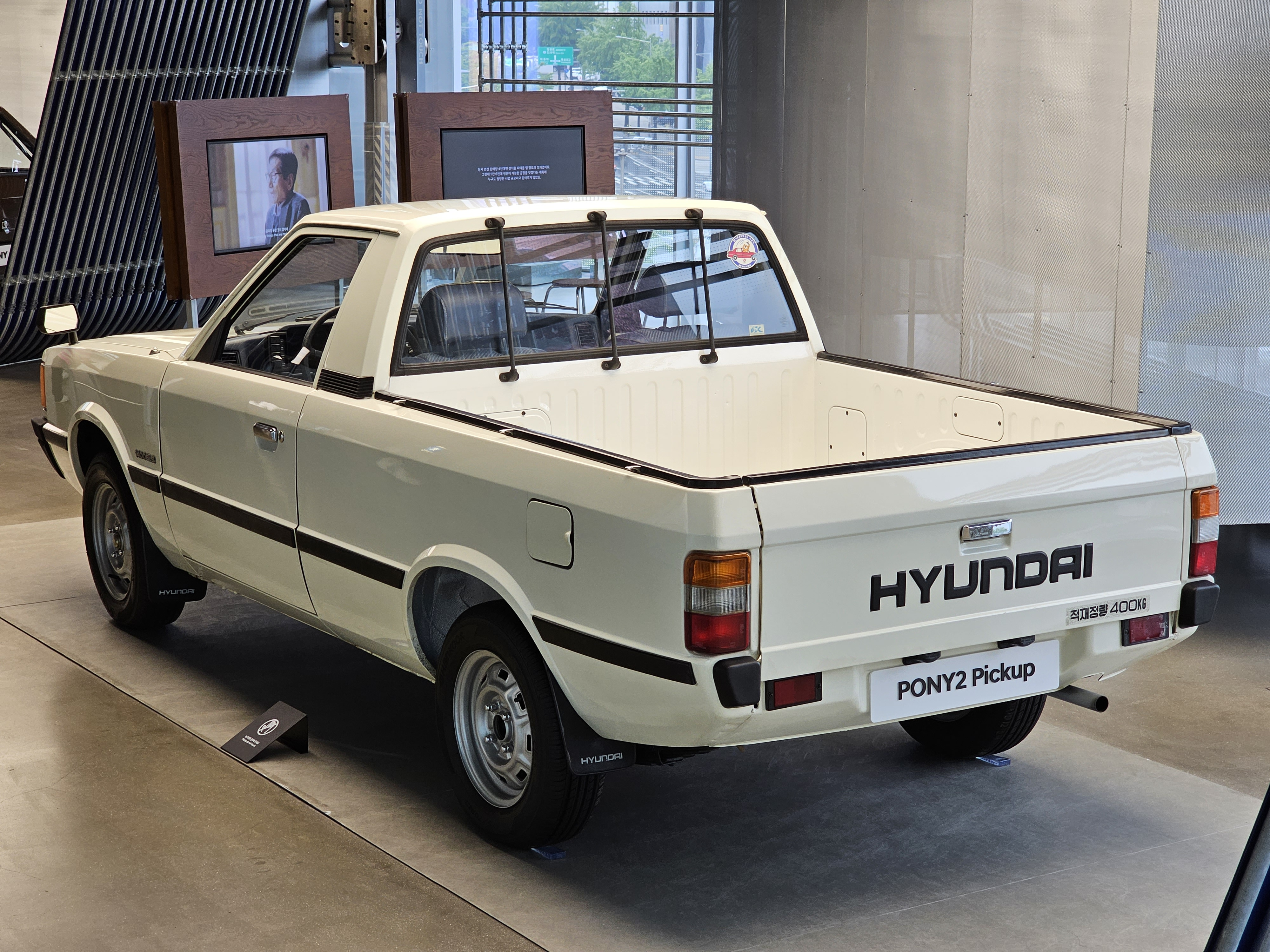
Hyundai Pony II Camionnette

## Troisième génération (1985 - 1989)

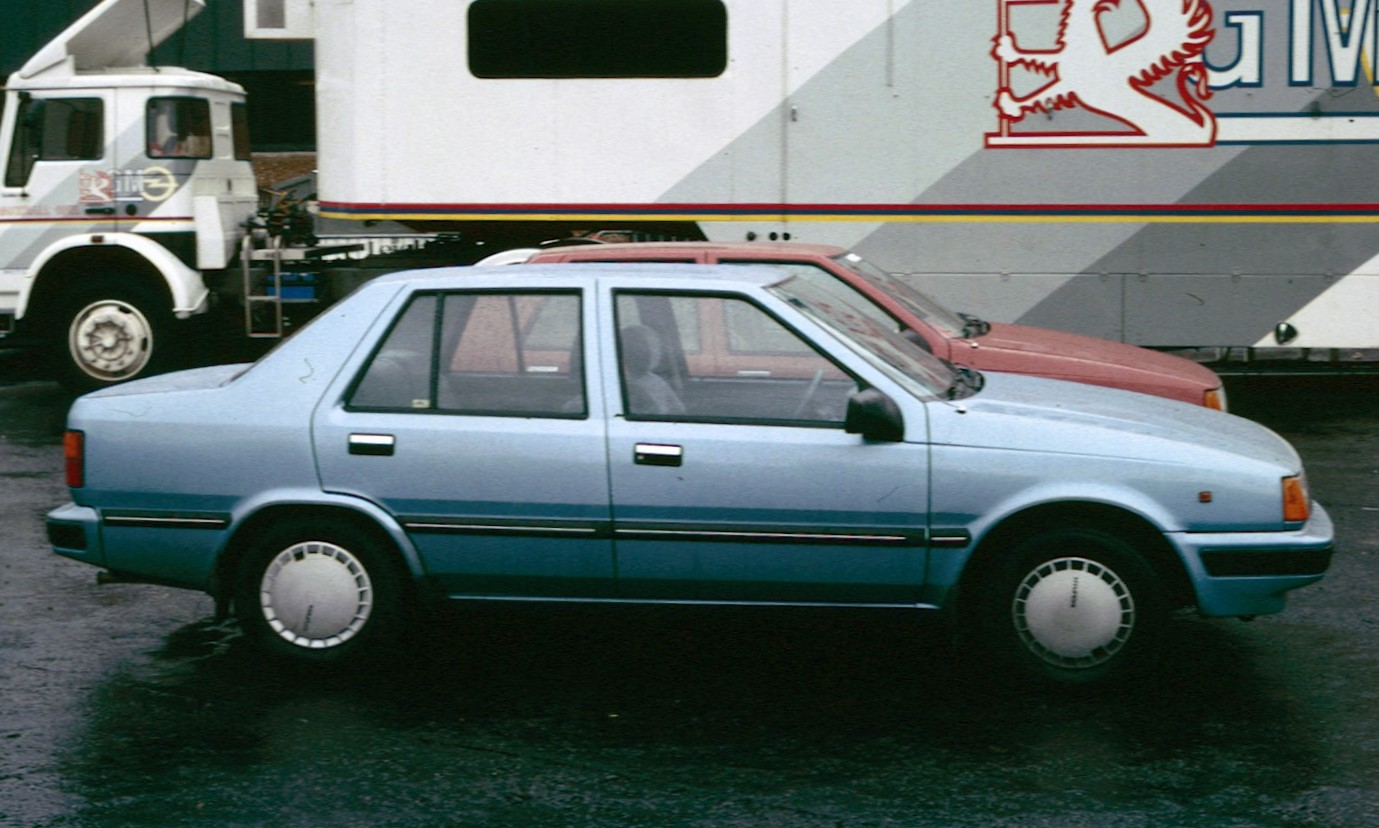
Hyundai Pony X1 4 portes

## Quatrième génération (1989 - 1994)

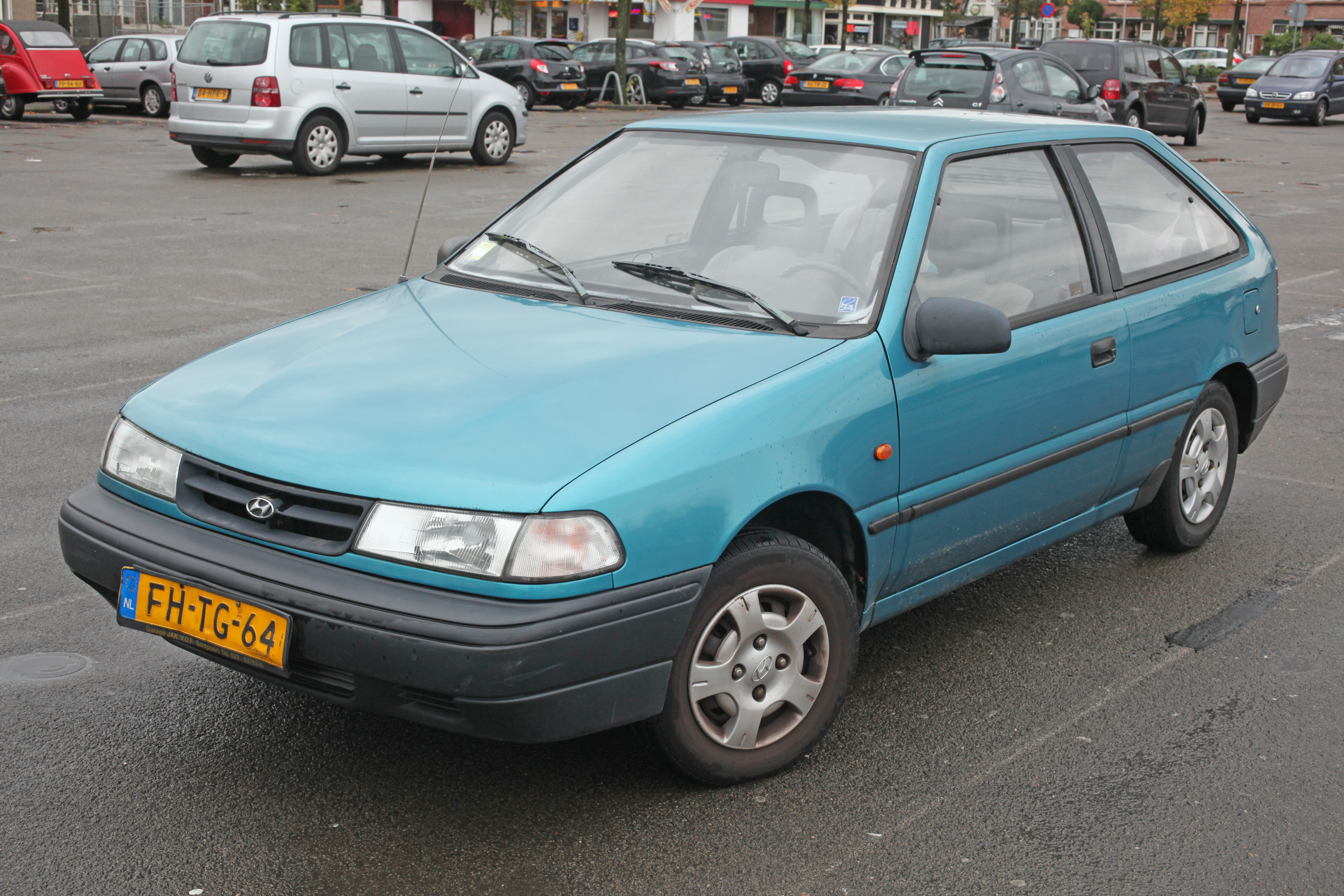
Hyundai Pony X2 3 portes

## Cinquième génération (1995 - 1999)

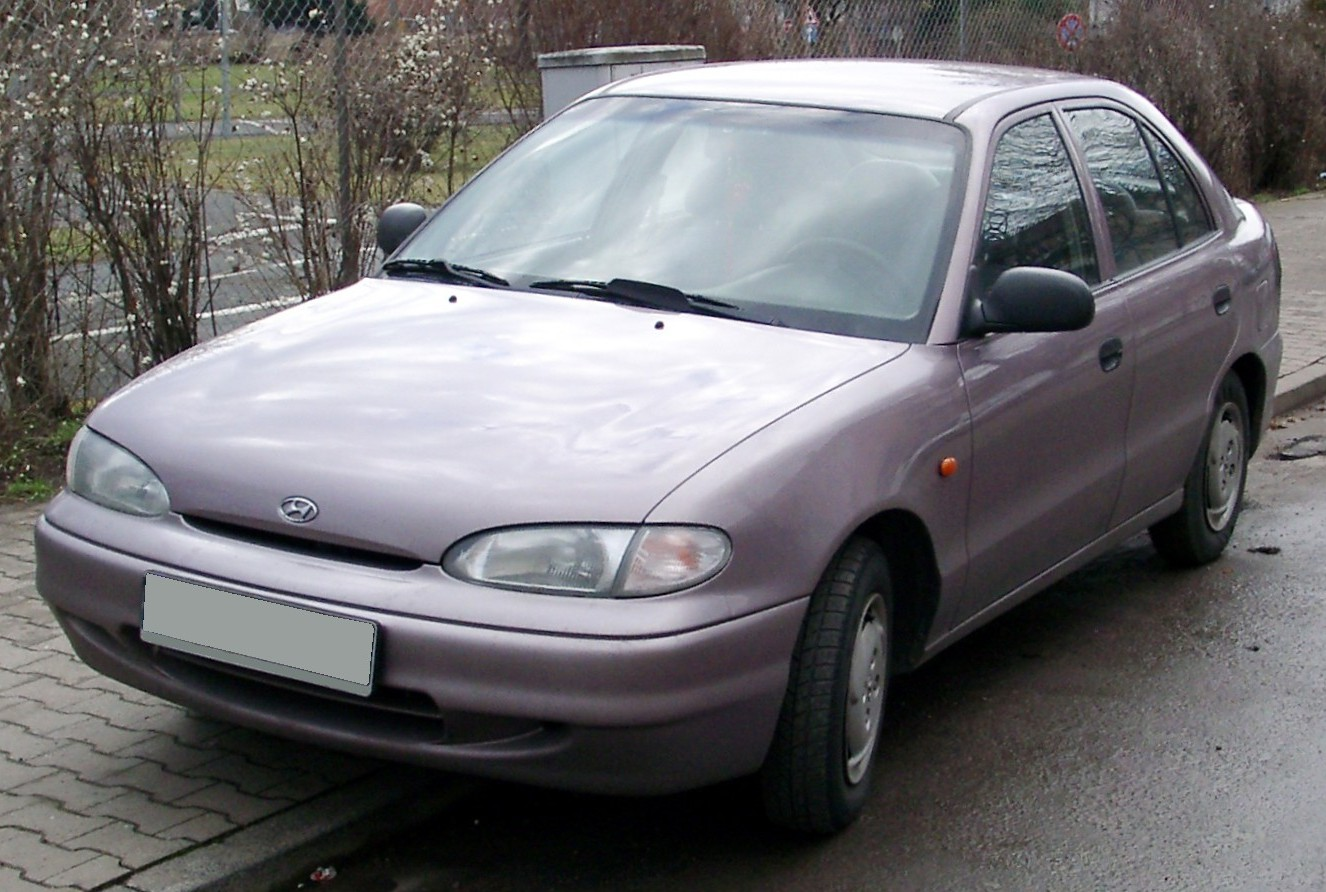
Hyundai Pony/Accent/Excel X3 4 portes